# Cyclopes dorsalis
Cyclopes dorsalis és una espècie de pilós de la família dels ciclopèdids. Viu a les Amèriques, on la seva distribució s'estén des de Mèxic al nord fins a l'Equador al sud. El seu hàbitat natural són els boscos Es tracta d'un animal nocturn. Es diferencia dels seus congèneres per la presència d'una ratlla dorsal i l'absència total o parcial de ratlla ventral, així com el seu to groguenc.